# Raffaela Wolf
Raffaela „Raffi“ Wolf  (* 20. Juni 1978 in Dinslaken) ist eine ehemalige deutsche Eishockeyspielerin, die zwischen 2000 und 2006 in der deutschen Nationalmannschaft aktiv war.

## Karriere
Raffaela Wolf spielte für den Grefrather EV, TuS Wiehl und ECDC Memmingen in der Fraueneishockey-Bundesliga. In der Saison 1997/98 spielte sie für die Calgary Oval X-Treme in der Southern Alberta Women’s Hockey League und gewann die Alberta Provincial championships. Damit qualifizierten sich die X-Treme für die Amateurmeisterschaft Esso Women’s Nationals, die das Team ebenfalls gewann.
International hat sie insgesamt 120 Spiele bestritten und dabei 31 Tore erzielt und 23 Vorlagen gegeben. Wolf spielte auch bei den Olympischen Winterspielen 2002 (in Salt Lake City) und 2006 (in Turin) für Deutschland.
Zwischen 1998 und 2003 war sie für die Maine Black Bears in  der Hockey East aktiv und studierte parallel Bewegungswissenschaften und Sportpädagogik. In der Saison 2003/04 spielte sie für Oakville Ice in der National Women’s Hockey League. 2004 kehrte sie nach Deutschland zurück und spielte er neut für den ECDC. Im Dezember 2005 wechselte sie vom ECDC Memmingen zum ESC Planegg-Würmtal, bevor sie 2006 ihre Karriere beendete.

## Karrierestatistik

### Klub-Wettbewerbe
(Quellen: uscho.com; sports-reference.com)

### International
(Legende zur Spielerstatistik: Sp oder GP = absolvierte Spiele; T oder G = erzielte Tore; V oder A = erzielte Assists; Pkt oder Pts = erzielte Scorerpunkte; SM oder PIM = erhaltene Strafminuten; +/− = Plus/Minus-Bilanz; PP = erzielte Überzahltore; SH = erzielte Unterzahltore; GW = erzielte Siegtore; 1 Play-downs/Relegation; Kursiv: Statistik nicht vollständig)